# Артилерійська система

Принцип роботи корабельної артилерійської системи

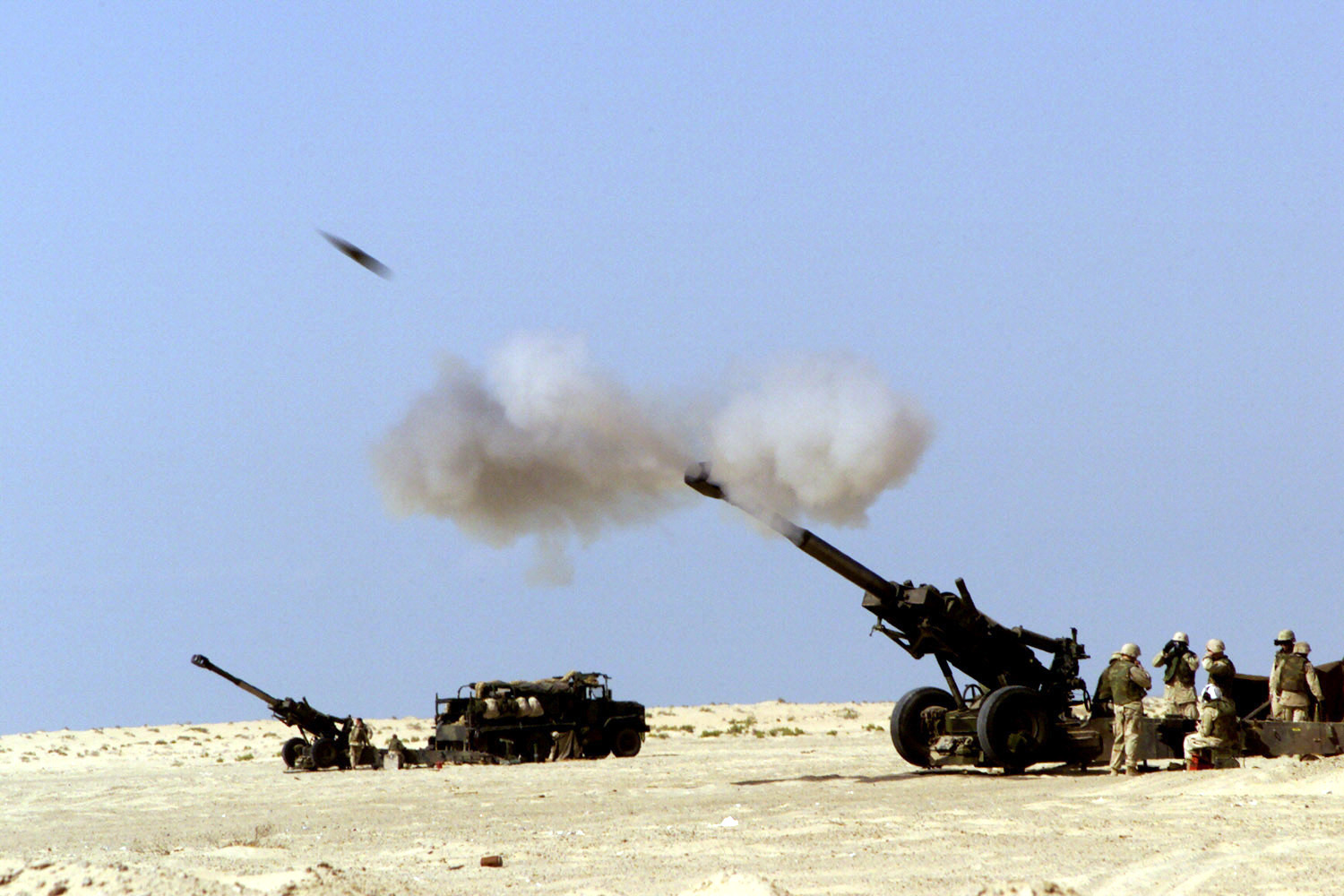
155-мм гаубиці М198 ведуть артилерійський вогонь. США

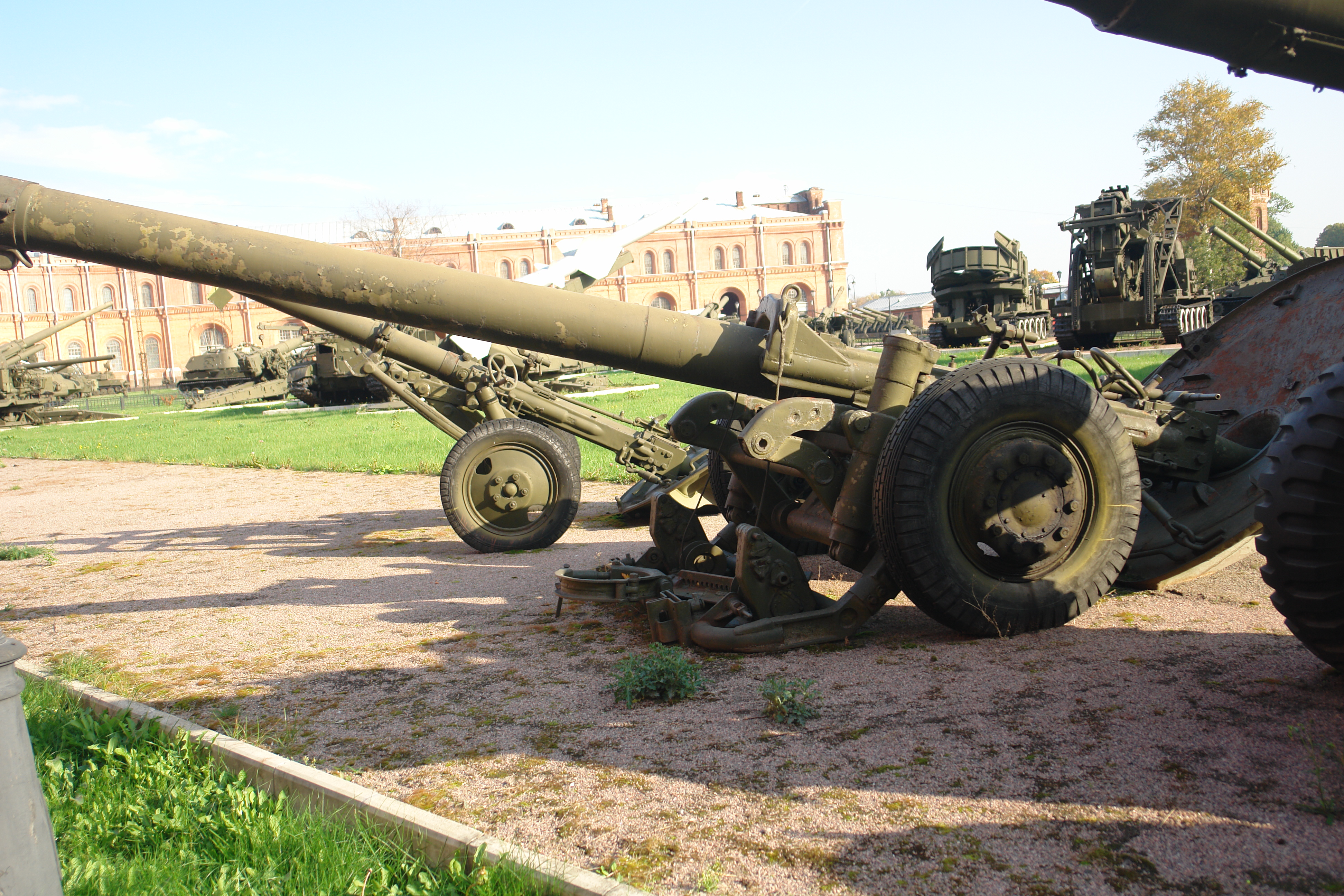
240-мм міномет М-240. СРСР

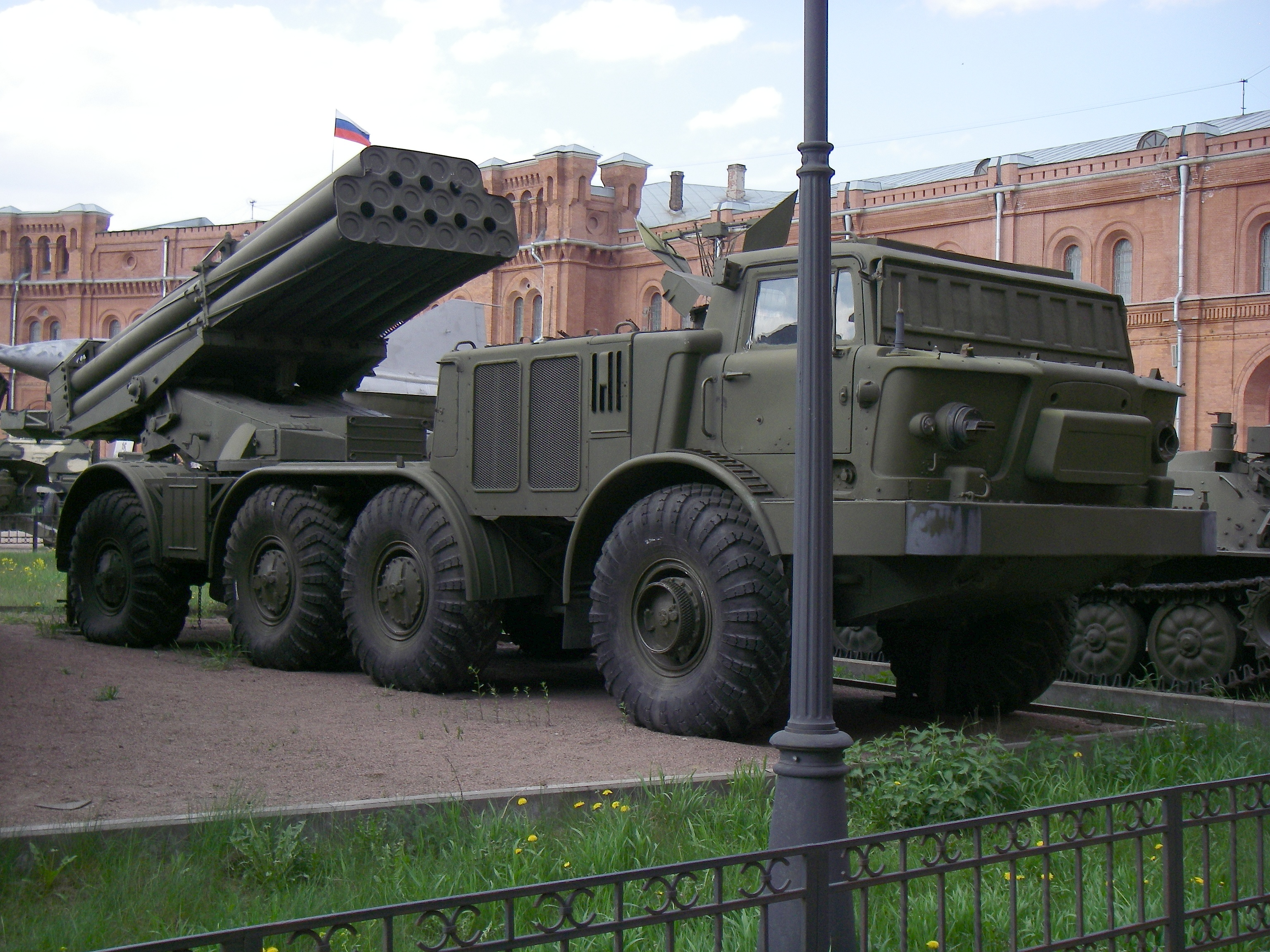
РСЗВ «Ураган»

Артилері́йська систе́ма — сукупність функційно пов'язаних артилерійської установки (гармати), артилерійських снарядів та різнорідних технічних засобів, які призначені для виконання вогневих завдань.

## Термін
В Українській радянській енциклопедії, виданій у 1970-1980-х, термін гармата вжито для позначення як гармати як класу артилерійської установки («власне гармата»), так і артилерійської установки взагалі (під «гарматами» розуміються як власне гармати, так і гаубиці, гаубиці-гармати, мортири, міномети тощо); отже, слово «гармата» щодо самого себе може бути як гіперонімом, так і гіпонімом. У багатьох мовах така неоднозначність відсутня: у російській загальним терміном (гіперонімом) є орудие, у польській — działo, у чеській — dělo, у сербській — оруђе, у німецькій — Geschütz тощо. У сучасних українських текстах нерідко трапляється сполучення «артилерійське знаряддя» (калька з рос. артиллерийское орудие), але українські словники не містять подібного значення лексеми знаряддя[оригінальне дослідження?]; «Словник технічної термінології» під редакцією І. Шелудька і Т. Садовського 1928 року приписував перекладати рос. орудие словом гармата.

## Класифікація
Залежно від певних ознак артилерійські системи («гармати» sensu lato) можна розділити на кілька груп.

### За конструктивними особливостями
- Ствольна артилерія:
  - Гармата
  - Бомбарда
  - Гармата-гаубиця
  - Гаубиця
  - Мортира
  - Мортира-міномет
  - Міномет
  - Безвідкотна гармата
- Реактивна артилерія

### За бойовим призначенням
- Протитанкова гармата
- Зенітна гармата
- Гармата берегової оборони
- Польова гармата
- Фортечна гармата
- Облогова гармата

### За поєднанням тактико-технічного призначення і базової бойової платформи
- Танкова гармата
- Корабельна гармата
- Авіаційна гармата
- Залізнична гармата
- САУ

### За калібром або потужністю
- Малокаліберна гармата (також легка гармата) — від 20 до 57 мм;
- Гармата середнього калібру — від 57 до 152 мм;
- Великокаліберна гармата — від 152 до 210 мм;
- Гармата особливої потужності — понад 210 мм.

### За організаційною структурою
- Батальйонна гармата
- Полкова гармата
- Дивізійна гармата
- Корпусна гармата

### За способом заряджання
- Гармата роздільного заряджання
- Гармата з унітарним пострілом
- Картузна гармата
- Дульнозарядна гармата
- Казнозарядна гармата

### За дією механізму заряджання
- Автоматична гармата
- Півавтоматична гармата
- Неавтоматична гармата

### За конструкцією прицілу
- Гармата з незалежною лінією прицілювання
- Гармата з півзалежною лінією прицілювання
- Гармата із залежною лінією прицілювання

### За будовою каналу ствола
- Гармата нарізна
- Гармата гладкоствольна

### За способом пересування
- Гармата буксирувана (причіпна)
- Гармата саморушна
- Гармата самохідна
- Гармата танкова
- Гармата возима
- Гармата носима

## Склад системи
З технічних засобів у залежності від призначення та характеру виконуваних вогневих задач, до складу артилерійської системи можуть входити:
- РЛС виявлення та супроводження цілей, гарматного наведення;
- прилади управління вогнем, артилерійської розвідки, забезпечення стрільби (метеорологічного, балістичного, топогеодезичного), підготовки вихідних даних для стрільби;
- засоби технічної підготовки та транспортування (шасі);
- транспортно-заряджальні (заряджальні) машини.

Елементи сучасних артилерійських систем розташовуються як на однієї транспортної базі (шасі), так і окремо.